# Lázně svaté Markéty

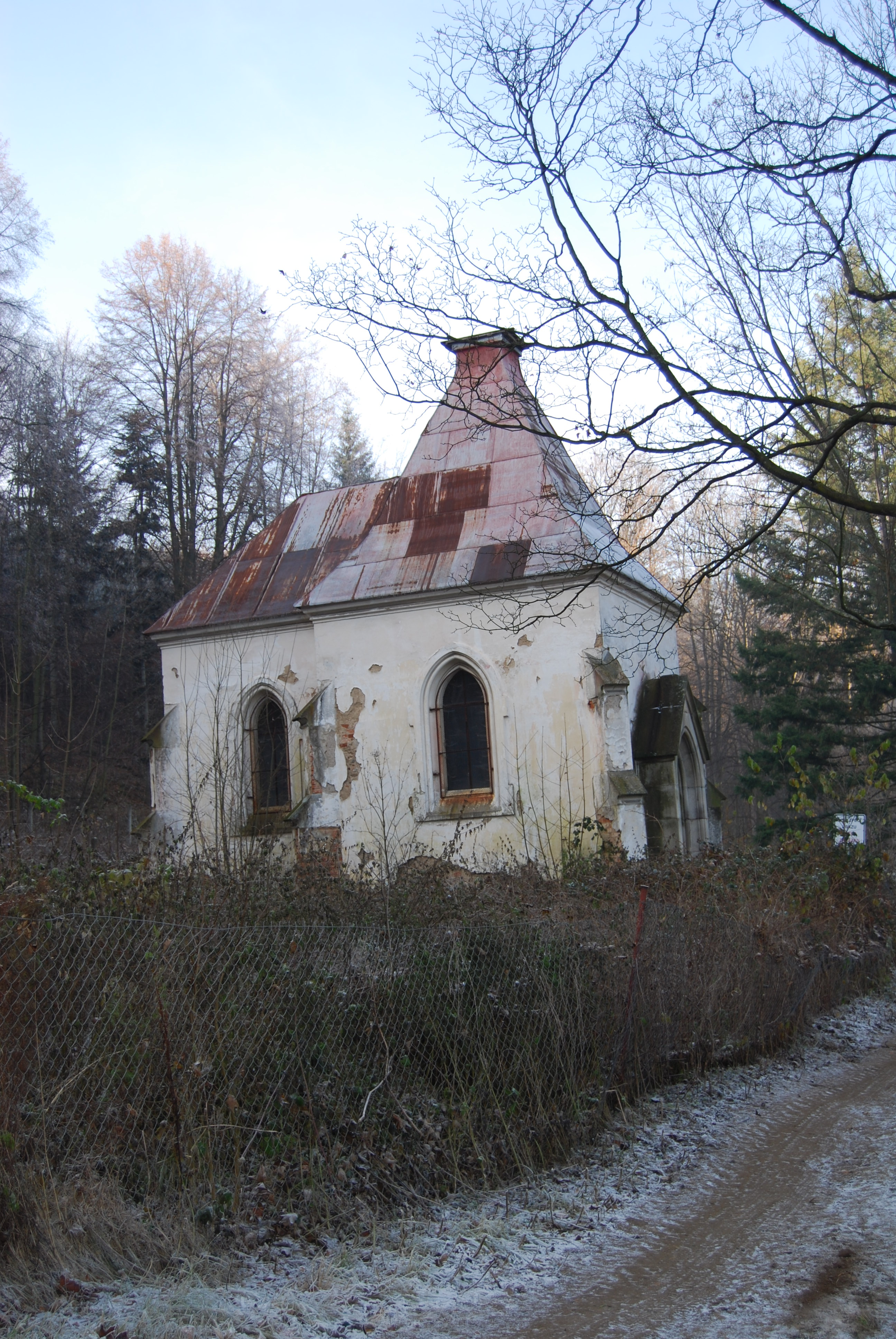
Kapelle der hl. Margarethe

Lázně svaté Markéty (deutsch St. Margarethenbad, auch St. Margaretenbad) ist eine Grundsiedlungseinheit der Stadt Prachatice in Tschechien. Das ehemalige Kurbad liegt anderthalb Kilometer südlich des Stadtzentrums von Prachatice und gehört zum Okres Prachatice.

## Geographie
Lázně svaté Markéty befindet sich am nördlichen Fuße des Libín (1093 m) und der Na Vyhlídce (828 m) im Böhmerwaldvorland. Die Siedlung liegt auf einer Anhöhe zwischen den Tälern der Bäche Živný potok und Fefrovský potok, die sich nördlich vereinigen. Westlich erheben sich der Volovický vrch (Kohlstatt, 961 m) und der Křepelický vrch (Kreppenschläger, 932 m), im Nordwesten der Dubový vrch (Eichberg, 760 m). Nordöstlich verläuft die Bahnstrecke Číčenice–Haidmühle und im Westen die Staatsstraße II/141 zwischen Prachatice und Volary. Gegen Süden erstreckt sich das Naturreservat Libín.
Nachbarorte sind Nová Dělnická Kolonie und Dolní Předměstí im Norden, Irův Dvůr, Kroupův Dvůr, Strachotínský Dvůr und Zdenice im Nordosten, Kandlův Mlýn und Starý Bolech im Osten, Jelemek, Velišův Mlýn und Rohanov im Südosten, Skříněřov und Libínské Sedlo im Süden, Perlovice und Petrovice im Südwesten, Volovice, Křeplice und Stádla im Westen sowie Třemšín, Cvrčkov und Podolí im Nordwesten.

## Geschichte
Seit dem 17. Jahrhundert waren am Nordhang des Libin zwei eiskalte Quellen bekannt, denen Heilkraft zugeschrieben wurde. An der unteren entstand zu dieser Zeit ein Badehaus, das im Volksmund als Doktorka bezeichnet wurde. Im Jahre 1783 kaufte die Stadt Prachatitz das eingeschossige Badehaus für 600 Gulden von Josef Zambauer und betrieb das Bad in eigener Regie. An der oberen Quelle, die in den Wäldern der Allodialherrschaft Wallern lag, ließen die Fürsten Schwarzenberg 1808 eine dem hl. Philipp Neri geweihte hölzerne Kapelle erbauen. Noch im Jahre 1838 bestand an der Stelle von St. Margarethenbad lediglich das der Stadt gehörige Badehaus.
Wenig später verkaufte die Stadt das Bad. In der Mitte des 19. Jahrhunderts gehörte das Bad dem Prachatitzer Bürger Anton Pachlhofer; er ließ zunächst einen Kreuzweg zur Kapelle des hl. Philipp Neri anlegen. Nach dem Ausbau des Weges zum Fahrweg ließ Pachlhofer im Juni 1859 die hölzernen Kapelle des hl. Philipp Neri abtragen und den Grundstein für eine neue steinerne Kapelle legen. Unter seinem Nachfolger Kerschbaum wurde die im Volksmund als Patriarchenkapelle bezeichnete Kapelle 1861 vollendet. In der zweiten Hälfte des 19. Jahrhunderts bildete sich anstelle des alten Badehauses eine Kurpromenade mit einem Kurhaus und zehn Villen heraus. In dem Klima- und Wasserheilbad wurden nach den Methoden von Vincenz Prießnitz und Sebastian Kneipp Erkrankungen des Nervensystems und des Bewegungsapparats behandelt. Den unteren Abschluss des Kreuzweges bildete in dem neuen Kurbad St. Margarethenbad die Kapelle der hl. Margarethe. Nach weiteren Besitzerwechseln erwarb 1910 der Bund der Deutschen das Bad. Er kaufte einen Großteil der Privatvillen des Kurortes auf und ließ die Gebäude modernisieren. Die Badehäuser wurden ebenfalls auf die Anwendung aller modernen Formen der Hydrotherapie ausgebaut. Neben dem Kurbetrieb erlangte St. Margarethenbad auch Bedeutung als Sommersitz deutschböhmischer Prominenz. Seine Blütezeit hatte der Kurort um die Jahrhundertwende. Zu den bekanntesten Kurgästen gehörte der Violinist Otakar Ševčík während seiner Tätigkeit in Prachatitz zwischen 1903 und 1906. Die Weltwirtschaftskrise beendete die ein knappes Jahrhundert andauernde Existenz des Kurortes. 1935 wurde der Kurbetrieb im Kur- und Heilbad St. Margarethenbad eingestellt. Danach diente St. Margarethenbad nur noch als Sommersitz wohlhabender Sudetendeutscher. Nach dem Zweiten Weltkrieg blieb der Kurbetrieb eingestellt, zugleich verwaisten die Villen nach der Vertreibung ihrer Besitzer. Seit der zweiten Hälfte des 20. Jahrhunderts ist der ehemalige Kurort dem zunehmenden Verfall preisgegeben. Die Kapelle der hl. Margarethe und der Kreuzweg verkamen. Ein im Oktober 1982 gestarteter Versuch eines Studienzentrums zur Sprachausbildung ausländischer Studenten der Karls-Universität Prag war wenig erfolgreich und wurde im Februar 1986 wieder eingestellt. Danach wurde das ehemalige Kurbad dem Verfall überlassen. Nach der Samtenen Revolution fand sich auch kein Investor zur Wiederbelebung der Kurortes. Die meisten der verfallenen Villen entlang der Kurpromenade zwischen den ehemaligen Badehäusern Helena und Panorama wurden abgerissen. Das Gelände wird von der Resort sv. Markéty Prachatice, a.s. vermarktet, die dort ein Wellness- und Konferenzzentrum errichten möchte. 1991 lebten in Lázně svaté Markéty 54 Personen; 2001 waren es 70 und im Jahre 2011 72.

## Ortsgliederung
Die Grundsiedlungseinheit Lázně svaté Markéty gehört zum Ortsteil Prachatice II und ist Teil des Katastralbezirks Prachatice.

## Sehenswürdigkeiten
- Kapelle des hl. Philipp Neri, volkstümlich Patriarchenkapelle (kaple u Patriarcha) an einer Quelle am Nordhang des Libín.
- Der Kreuzweg mit 14 Stationen wurde in den Jahren 1999 bis 2004 vom Maler Václav Kuneš ausgemalt.
- Kapelle der hl. Margarethe, sie befindet sich in ruinösen Zustand
- Berg Libín mit Aussichtsturm